# 高鹏 (1952年)
高鹏（1952年3月—），女，满族，吉林九台人，中华人民共和国政治人物，1968年9月参加工作，在辽宁省新宾县下乡，1972年2月加入中国共产党，1985年毕业于辽宁大学，1998年毕业于中共中央党校在职研究生班。曾任新宾满族自治县人民政府副县长、县委副书记，抚顺市妇联主席，辽宁省妇女联合会副主席、主席，中共辽宁省委统战部常务副部长、部长，辽宁省政协副主席，辽宁省社会主义学院党组书记。是第十届全国人大代表，第九届全国妇联常委。